# Marco Chiesa

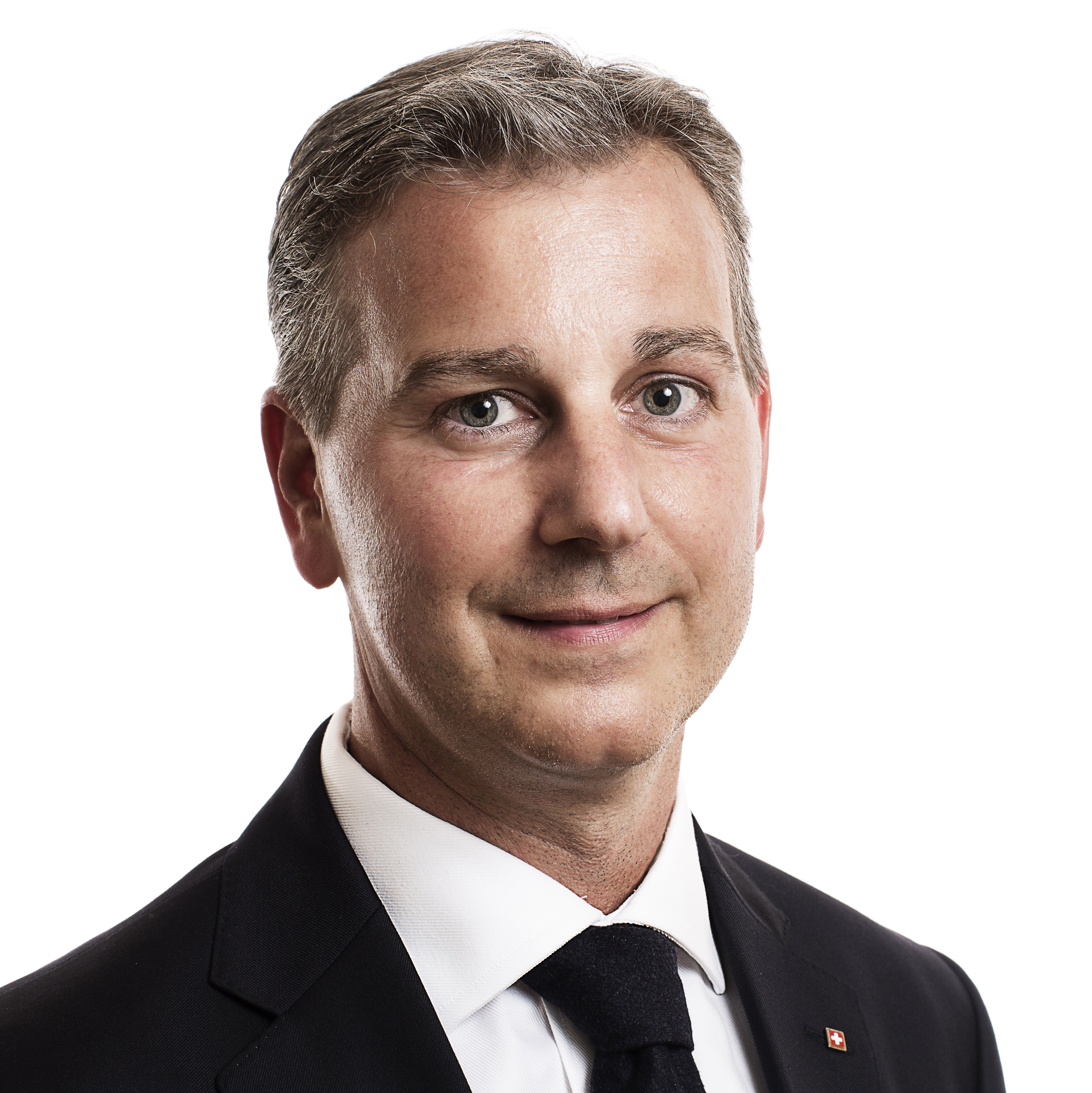
Marco Chiesa (2018)

Marco Chiesa (* 10. Oktober 1974 in Lugano; heimatberechtigt ebenda) ist ein Schweizer Politiker, Mitglied des Ständerats, Stadtrat von Lugano und ehemaliger Parteipräsident der SVP.

## Leben und Ausbildung
1999 erwarb Chiesa sein Lizentiat in Betriebswirtschaft an der Universität Freiburg. 2006 erwarb er den Executive Master’s Degree in Wirtschaft und Gesundheitsmanagement an der Università della Svizzera italiana, 2018 erwarb er einen Master-Abschluss in Human Capital Management an der Scuola universitaria professionale della Svizzera italiana.
Von 2004 bis 2008 war er als Arbeitgebervertreter Mitglied der Pensionskasse für Arbeitnehmer der Stadt Lugano. 2004 gründete er die Associazione Asilo Nido il Bianconiglio, eine gemeinnützige Vereinigung, die zwei Kindergärten betreibt. Von 2010 bis 2011 bekleidete er die Position des Präsidenten des Lions Clubs Lugano Monte Brè. Ab 2009 präsidierte er für fünf Jahre die Filarmonica Pregassona Città di Lugano. 2015 übernahm er das Amt des Vizepräsidenten des Vereins Helvetia Latina. 2017 gründete er die Stiftung Pro Infantia, die ebenfalls im Kindergartensektor tätig ist. Im gleichen Jahr wurde er zum Präsidenten des Hauseigentümerverbands, Sektion APF-HEV Tessin, ernannt.
Er ist seit 2007 verheiratet, hat zwei Söhne (* 2008, * 2010) und wohnt in Ruvigliana, Lugano.

## Politische Karriere
Von 2001 bis 2004 war er Mitglied des Consiglio comunale (Gemeindeparlament) von Villa Luganese; von 2004 bis 2013 übte er dieselbe Funktion in der Stadt Lugano aus. Von 2005 bis 2007 hatte er das Amt des kantonalen Vizepräsidenten der Schweizerischen Volkspartei inne. Im April 2007 wurde er in den Grossen Rat der Republik und des Kantons Tessin gewählt. Sowohl in den kommunalen Parlamenten als auch im Kantonsparlament war er Mitglied der Geschäftsprüfungskommission. Während der Legislaturperiode 2011–2015 war er Fraktionspräsident der SVP im Grossen Rat. 2015 hatte er den Vorsitz der Kommission zur Kontrolle des öffentlichen Mandats der Banca dello Stato del Cantone Ticino inne.
Bei den eidgenössischen Wahlen im Oktober 2015 wurde er in den Nationalrat gewählt und wurde dort Mitglied der Aussenpolitischen Kommission.
2017 wurde er zum Präsidenten der Schweizer Delegation für die Beziehungen zum italienischen Parlament gewählt. 2018 wurde er zum Vizepräsidenten der SVP und zum Vizepräsidenten der AUNS ernannt.
Bei den eidgenössischen Wahlen 2019 zum Ständerat erreichte im ersten Wahlgang keiner der Kandidaten die notwendige Mehrheit. Im zweiten Wahlgang am 17. November 2019 wurde er mit 42'552 Stimmen gemeinsam mit Marina Carobbio von der SP als erster Tessiner SVP-Vertreter in den Ständerat gewählt; der langjährige Tessiner CVP-Vertreter Filippo Lombardi wurde unerwartet nicht wiedergewählt. Bei den Wahlen 2023 wurde Chiesa im zweiten Wahlgang im Amt bestätigt. Im Ständerat ist er seit 2019 Mitglied der Aussenpolitischen Kommission, die er 2023 bis 2025 präsidiert. Von 2019 bis 2023 hatte er zudem Einsitz in der Staatspolitischen Kommission und in der Geschäftsprüfungskommission; seit 2023 ist er Mitglied der Kommission für Umwelt, Raumplanung und Energie.
Ende Juli 2020 wurde Chiesa von der Findungskommission für die Position des SVP-Präsidenten als Nachfolger von Albert Rösti vorgeschlagen und an der Delegiertenversammlung am 22. August 2020 ohne Gegenkandidat gewählt. Im Dezember 2023 gab Chiesa bekannt, dass er am Ende der ordentlichen Amtszeit im März 2024 nicht erneut als SVP-Präsident kandidieren wird. Am 23. März 2024 wurde Marcel Dettling zu seinem Nachfolger gewählt.
Als Präsident der SVP war er für die Wahlpropaganda in den eidgenössischen Wahlen 2023 verantwortlich, was ihm mehrere Strafanzeigen wegen Verstosses gegen Art. 261bis StGB (Diskriminierung und Aufruf zu Hass) eintrug. Vorgeworfen wurde ihm namentlich die verwendete Bildsprache, mit welcher eine Gruppe von schwarzen Menschen ablehnend dargestellt und einer hellhäutigen, positiv gekennzeichneten Familie gegenübergestellt wurde. Die Staatsanwaltschaft des Kantons Bern stellte den zuständigen Kommissionen von National- und Ständerat ein Gesuch auf Aufhebung der politischen Immunität, welche dieses mit Entscheiden vom 7. Oktober und 18. November 2024 ablehnten.
Am 14. April 2024 kandidierte er für das Municipio (Stadtrat, Exekutive) von Lugano und wurde gewählt.